# Milton Banana
Antonio de Souza, mais conhecido como Milton Banana (Rio de Janeiro, 23 de abril de 1935 — Rio de Janeiro, 15 de maio de 1999) foi um baterista brasileiro, um dos principais da bossa nova.
Autodidata, aprendeu a tocar bateria sozinho e jovem começou a tocar na noite do Rio de Janeiro na década de 1950. Dada a sua habilidade, não foi difícil se enturmar com a turma da bossa nova. Por isso, acompanhou vários músicos, entre eles Luís Eça, Johnny Alf, Roberto Menescal, Carlos Lyra, Baden Powell, Sérgio Mendes, Luís Bonfá e Bola Sete. Em 1959 participou da gravação de Chega de Saudade, considerado o primeiro álbum da bossa nova, por João Gilberto. Tocou outras vezes com Tom e João, participando do show do Carnegie Hall em Nova Iorque em 1962. Também participou do histórico disco Getz/Gilberto, em 1963, considerado um dos principais responsáveis pela internacionalização da bossa nova. Durante essa época namorou a cantora Elza Soares que estava no início de seu sucesso e pouco antes dela se apaixonar pelo fenômeno do futebol, Garrincha.
Formou o Milton Banana Trio, que gravou mais de 20 discos, e era original por ser comandado por um baterista, algo incomum na época.
Milton morreu em sua casa, onde se recuperava de uma cirurgia .

## Discografia
| Ano  | Estúdio        | Cat#         | Título                                                                          |
| ---- | -------------- | ------------ | ------------------------------------------------------------------------------- |
| 1959 | Odeon          | MOFB 3073    | "Chega de Saudade (João Gilberto/Tom Jobim)"                                    |
| 1963 | Polydor        | LPNG 4085    | "Muito à Vontade (João Donato e Seu Trio)"                                      |
| 1963 | Audio Fidelity | AFSD 5984    | "O Ritmo e o Som da Bossa Nova (Milton Banana com Conjunto Oscar Castro Neves)" |
| 1963 | "Odeon         | MOFB 291     | "Getz/Gilberto (Astrud Gilberto / João Gilberto / Tom Jobim / Milton Banana)"   |
| 1964 | RCA            | 74321883632  | "O Lp (J. T. Meirelles / Os Cobras / Milton Banana)"                            |
| 1965 | Odeon          | MOFB 3417    | Milton Banana Trio                                                              |
| 1965 | Odeon          | MOFB 3431    | Vê                                                                              |
| 1965 | Odeon          | 7BD-1112     | Pery Ribeiro Com Milton Banana Trio                                             |
| 1966 | Odeon          | MOFB 3466    | Balançando Com Milton Banana Trio                                               |
| 1967 | Odeon          | SMOFB 3501   | O Som Do Milton Banana Trio                                                     |
| 1968 | Odeon          | MOFB 3558    | O Trio                                                                          |
| 1968 | Odeon          | OP-8518      | Milton Banana Trio Vol. 2                                                       |
| 1968 | Odeon          | MOFB 3524    | Todo Dia É Dia                                                                  |
| 1969 | Odeon          | SMOFB 3598   | Milton Banana Trio                                                              |
| 1970 | Odeon          | SMOFB 3635   | Milton Banana Trio                                                              |
| 1971 | Odeon          | MOFB 3675    | Amigo É Prá Essas Coisas                                                        |
| 1972 | Odeon          | MOFB 3723    | Milton Banana                                                                   |
| 1973 | Odeon          | SMOFB 3774   | Milton Banana                                                                   |
| 1974 | Odeon          | SMOFB 3833   | Milton Banana                                                                   |
| 1975 | Odeon          | SMOFB 3867   | Milton Banana                                                                   |
| 1976 | Odeon          | 052 422117   | Balançando Vol. II                                                              |
| 1977 | RCA            | 107.0257     | Samba é Isso                                                                    |
| 1978 | RCA Pure Gold  | 107.0287     | Tipo Exportação (Samba É Isso Vol. 02)                                          |
| 1979 | RCA Victor     | 103.0283     | Ao Meu Amigo Chico (Samba É Isso Vol. 03)                                       |
| 1980 | RCA            | RPL-8008     | Ao Meu Amigo Tom (Samba É Isso Vol. 4)                                          |
| 1981 | RCA            | 103.0405     | Ao Meu Amigo Vinicius (Samba É Isso Vol. 5)                                     |
| 1983 | RCA            | 103.0576     | No Balanço                                                                      |
| 1984 | RCA Records    | RPL-8255     | Linha De Passe                                                                  |
| 1989 | BMG            | 743212910827 | Aos Amigos Tom, Chico e Vinicius                                                |
| 1992 | EMI            | 795272-2     | Balançando                                                                      |
| 1996 | RCA            | 74321288492  | Ao Meu Amigo Tom                                                                |
| 1997 | Sony Music     | 886997320332 | Sambas De Bossa                                                                 |

2.  https://web.archive.org/web/20150223190206/http://brasileiros.com.br/2013/12/o-rei-do-ritmo-na-terra-dos-grandes-bateristas/